# Wyspa Bruny

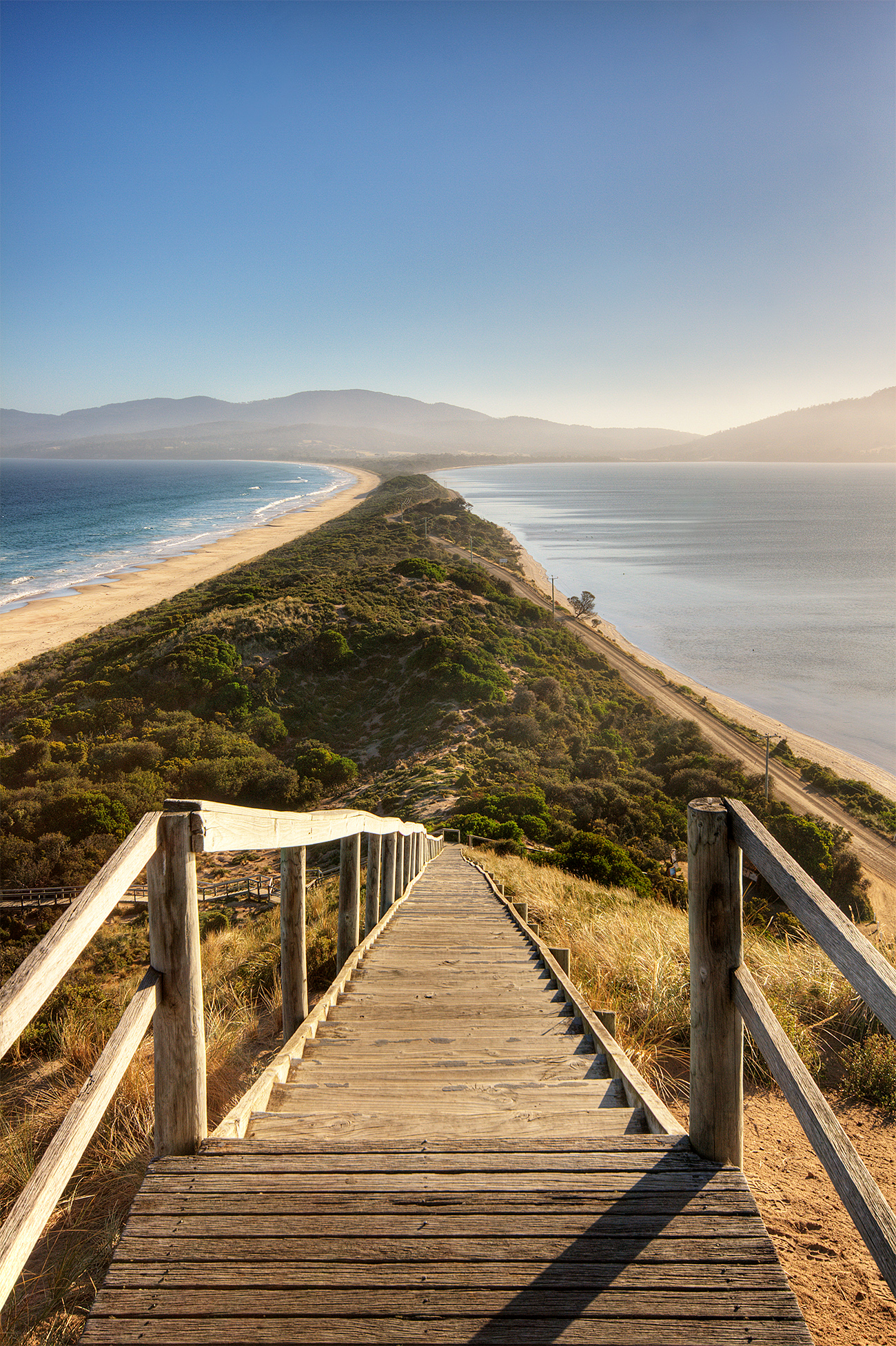
Przesmyk łączący część północną i południową wyspy.

Wyspa Bruny – wyspa położona u południowo-wschodniego wybrzeża Tasmanii, oddzielona od Tasmanii Kanałem d’Entrecasteaux. Wyspa podzielona jest na dwie części: północną i południową, które połączone są długim, wąskim przesmykiem. Na wyspie zlokalizowany jest South Bruny National Park oraz zabytkowa latarnia morska  – Cape Bruny – uruchomiona w 1838.

## Ważniejsze ośrodki na Wyspie Bruny
- Adventure Bay
- Alonnah
- Barnes Bay
- Cloudy Bay
- Dennes Point
- Fluted Cape
- Lunawanna
- Simpsons Bay